# Fritz Emonts

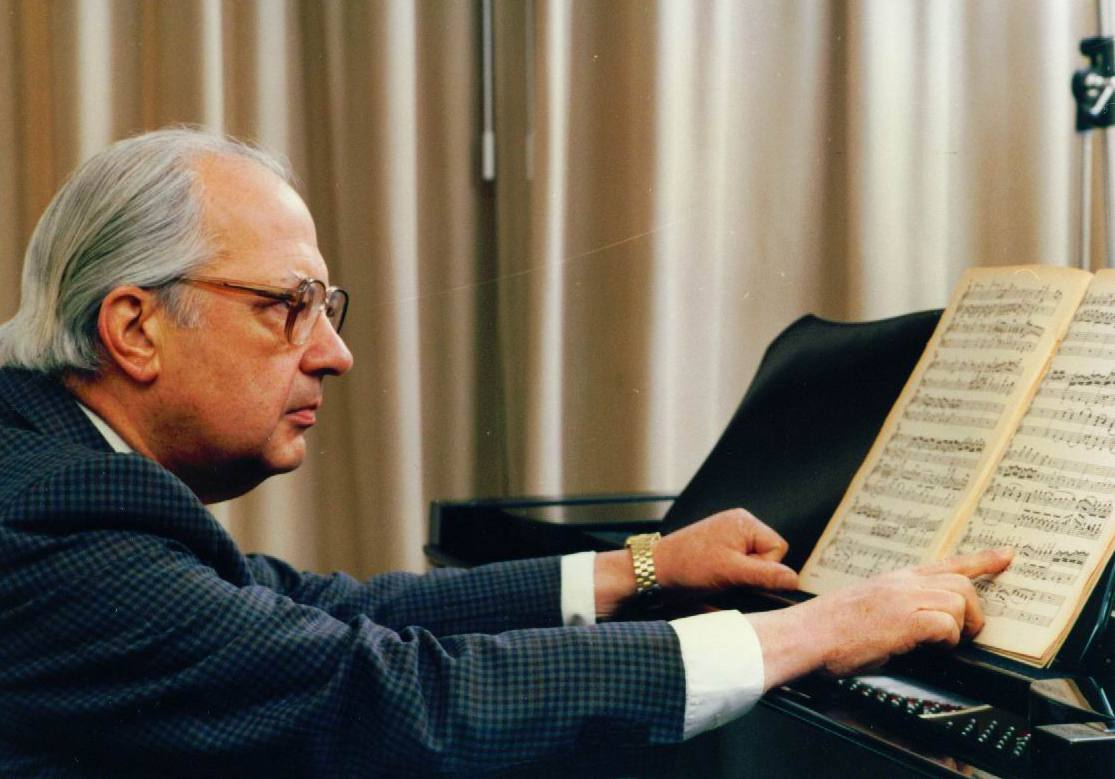
Fritz Emonts

Fritz Emonts (* 15. April 1920 in Breinig, Landkreis Aachen; † 13. Oktober 2003 in Hagen) war ein deutscher Pianist und Klavierpädagoge.

## Leben
Emonts studierte Klavier bei Heinz Schüngeler in Hagen und Köln. Danach wirkte er zunächst als freiberuflicher Pianist und Klavierlehrer, von 1949 bis 1963 war er Lehrer am Hagener Musikseminar. Bis 1986 leitete er die von ihm gegründete Musikschule der Stadt Hagen und war 1965–1983 Dozent (ab 1975 Professor) für Klavier und Klavierdidaktik an der Folkwang Hochschule für Musik in Essen. Als Kammermusikpartner konzertierte er unter anderem mit Saschko Gawriloff, Maurice Gendron und Edwin Koch.

## Wirken
Fritz Emonts gehört zu den wichtigsten deutschen Klavierpädagogen des 20. Jahrhunderts. 1958/1962 veröffentlichte er die zweibändige Klavierschule „Erstes Klavierspiel“. Ausgehend vom zentralen c´ und bei gleichzeitigem Beginn mit Violin- und Bassschlüssel bietet sie einen konzentrierten Lehrgang, der sich am Fünftonraum (mit wechselnden Lagen und Grundtönen) orientiert. Er enthält vor allem klassische Literaturbeispiele, deutsche Volkslieder, Fingerübungen, Aufgaben zur Artikulation und Phrasierung sowie eine konsequente Schulung der Selbständigkeit beider Hände bzw. des polyphonen Klavierspieles.
Zwischen 1992 und 1994 erschien die dreibändige Europäische Klavierschule als Revision und Aktualisierung der ersten Schule. Sie berücksichtigt stärker eigenschöpferische Aspekte, Hörerziehung, Übungen zu Improvisation und Liedbegleitung sowie internationale Folklore und Lieder aus aller Welt. Ein hoher Anteil an vierhändigen Stücken zielt auf den Gruppenunterricht. Die dreisprachige Methode (deutsch, englisch, französisch) erschien anlässlich des Zusammenschlusses der europäischen Staaten zur „Europäischen Gemeinschaft“ und ist dort weit verbreitet. Zwölf Begleithefte mit Klavierliteratur des 17.–20. Jahrhunderts (zwei- und vierhändig) sowie drei CDs runden den Lehrgang ab.
Fritz Emonts war Mitverfasser des Lehrplanes Klavier des Verbandes deutscher Musikschulen (VdM) im Jahre 1974 sowie der revidierten Neuausgabe von 1990. Außerdem wirkte er am Lehrplan „Kammermusik mit Klavier“ für den Wettbewerb Jugend musiziert mit. Daneben sind zahlreiche Beiträge von ihm zum Thema Klavierunterricht in Fachzeitschriften erschienen.
Anlässlich seines 75. Geburtstages erhielt er 1995 das Bundesverdienstkreuz am Bande.

## Werke

### Klavierschulen
- Europäische Klavierschule. Schott Musik International, ISBN 3-7957-5002-4 (Bd. 1), ISBN 3-7957-5003-2 (Bd. 2), ISBN 3-7957-5004-0 (Bd. 3)
- Erstes Klavierspiel. Ein Lehrgang für den Anfangsunterricht. Schott, ISBN 3-7957-5191-8

### Ausgaben
- Mit vier Händen um die Welt. Internationale Lieder und Tänze für Klavier vierhändig. Schott, ISMN: M-001-12914-5
- Gloria in excelsis deo. Weihnachtslieder für Klavier. Schott, ISMN: M-001-11273-4
- Leichte Klaviermusik der Romantik. Schott, ISMN: M-001-05482-9 (Bd. 1), ISMN: M-001-08439-0 (Bd. 2)
- Leichte Klaviermusik des Barock. Schott, ISMN: M-001-05822-3
- Leichte Klavierstücke von Bachs Söhnen bis Beethoven. Schott, ISMN: M-001-05481-2
- Leichte Klaviermusik der Romantik, Band 2, Schott, ISMN 979-0-001-08439-0.
- Von Bartók bis Strawinsky, Leichte neue Klaviermusik, Schott, ISMN 979-0-001-05501-7.
- Von Schönberg bis Ligeti, Leichte Klaviermusik des 20. Jahrhunderts (zus. mit Rainer Mohrs), Schott ISMN 979-0-001-13220-6.
- Piano Repertoire. Schott, ISMN: M-001-06327-2 (Bd. 1), ISMN: M-001-06329-6 (Bd. 2), ISMN: M-001-13111-7 (Bd. 3)
- Schott's 20th Century Piano Classics. 54 Stücke von Janàcek bis Chick Corea (hrsg. zusammen mit Rainer Mohrs). Schott, ISBN 3-7957-5738-X.

### Bearbeitungen
- Eduard Pütz, Drei Jazz-Walzer (für Klavier 4-händig bearb. von Fritz Emonts). Schott, ISMN: M-001-11480-6
- Fritz Kreisler, Alt-Wiener Tanzweisen (für Klavier 4-händig bearb. von Fritz Emonts). Schott, ISBN 3-7957-5283-3

### Kompositionen
- Wir spielen vierhändig. Leichte Klavierstücke für den ersten Anfang. Schott, ISMN: M-001-05529-1
- Spiel mit fünf Tönen. Lieder und Stücke für den ersten Anfang am Klavier. Schott, ISMN: M-001-06023-3